# James Olson
James Olson (Evanston, 8 ottobre 1930 – Malibù, 17 aprile 2022) è stato un attore statunitense.

## Biografia
Nato a Evanston (Illinois), Olson si laureò alla Northwestern University. Dal 1952 al 1954 prestò servizio militare nell'esercito degli Stati Uniti. In seguito intraprese la carriera di attore e apparve sui palcoscenici di Chicago prima di fare il suo debutto cinematografico nel 1956 nel film Cacciatori di squali di Jerry Hopper.
Recitò al fianco di Joanne Woodward nel film La prima volta di Jennifer (1968), diretto da Paul Newman, pellicola che ottenne una candidatura all'Oscar al miglior film. Nello stesso anno apparve nel western La notte dell'agguato di Robert Mulligan, mentre nel 1971 recitò nel fantascientifico Andromeda di Robert Wise. Fece numerose apparizioni teatrali, cinematografiche e televisive dalla metà degli anni cinquanta fino al 1990, quando si ritirò dalle scene.
In televisione, Olson interpretò nel 1956 il ruolo del campione di baseball Mickey Mantle in The Life of Mickey Mantle, episodio della serie antologica Kraft Television Theatre. Recitò in episodi di numerose altre serie televisive come Il virginiano (1969), Colombo (1972), Sulle strade della California (1973), Pepper Anderson agente speciale (1976), La casa nella prateria (1979) e La signora in giallo (1990).
Numerose anche le sue apparizioni a Broadway in lavori come The Young and the Beautiful (1955), The Sin of Pat Muldoon (1957), JB (1958), Romulus (1962), The Chinese Prime Minister (1964), The Three Sisters (1964), Slapstick Tragedy (1966) e Of Love Remembered (1967).
Morì nella sua casa di Malibù, in California, il 17 aprile 2022, all'età di 91 anni.

## Filmografia parziale

### Cinema
- Cacciatori di squali (The Sharkfighters), regia di Jerry Hopper (1956)
- Un uomo sbagliato (The Strange One), regia di Jack Garfein (1957)
- La prima volta di Jennifer (Rachel, Rachel), regia di Paul Newman (1968)
- La notte dell'agguato (The Stalking Moon), regia di Robert Mulligan (1968)
- Luna zero due (Moon Zero Two), regia di Roy Ward Baker (1969)
- Crescendo... con terrore (Crescendo), regia di Alan Gibson (1970)
- Andromeda (The Andromeda Strain), regia di Robert Wise (1971)
- Uomini selvaggi (Wild Rovers), regia di Blake Edwards (1971)
- La spia che vide il suo cadavere (The Groundstar Conspiracy), regia di Lamont Johnson (1972)
- Ragtime, regia di Miloš Forman (1981)
- Amityville Possession (Amityville II: The Possession), regia di Damiano Damiani (1982)
- Commando, regia di Mark L. Lester (1985)

### Televisione
- Kraft Television Theatre – serie TV, episodio 10x03 (1956)
- Il virginiano (The Virginian) – serie TV, episodio 7x20 (1969)
- Colombo (Columbo) – serie TV, episodio 2x01 (1972)
- Hawaii Squadra Cinque Zero (Hawaii Five-O) – serie TV, 5 episodi (1972-1979)
- Sulle strade della California (Police Story) – serie TV, episodio 1x09 (1973)
- Marcus Welby (Marcus Welby, M.D.) – serie TV, episodio 5x19 (1974)
- Pepper Anderson agente speciale (Police Woman) – serie TV, episodio 3x06 (1976)
- Lou Grant – serie TV, episodio 1x19 (1978)
- La casa nella prateria (Little House on the Prairie) – serie TV, episodio 6x10 (1979)
- La signora in giallo (Murder, She Wrote) – serie TV, episodio 7x06 (1990)

## Doppiatori italiani
Nelle versioni in italiano delle opere in cui ha recitato, James Olson è stato doppiato da:
- Massimo Foschi in Ragtime, Amityville Possession
- Sandro Iovino in Andromeda
- Michele Kalamera in Commando
- Gabriele Carrara in La signora in giallo